# Павлов Микола Петрович
Микола Петрович Павлов (* 20 червня 1954, Київ, Українська РСР, СРСР) — радянський футболіст, український футбольний тренер. Заслужений тренер України. З 7 грудня 2016 року — Президент Всеукраїнського об'єднання тренерів з футболу. Почесний президент футбольного клубу «Лівий Берег» з 2017 року.

## Клубна кар'єра
Розпочав футбольну кар'єру 1972 року в команді другої ліги чемпіонату СРСР «Спартак» (Брест), яка 1973 року змінила назву на «Буг». 1976 року перейшов до команди «Крила Рад» з Куйбишева (сучасна Самара), що виступала у вищій лізі радянського футболу. Протягом 1979—1981 років захищав кольори мінського «Динамо», 1982 року провів один сезон в одеському «Чорноморці». Завершив ігрову кар'єру в дніпропетровському «Дніпрі», у складі якого провів сезони 1983 та 1984 років.
Усього у вищій лізі чемпіонату СРСР 210 разів виходив на поле, забив 6 голів.

## Виступи за збірну
Після тріумфу дніпропетровського «Дніпра» в чемпіонаті СРСР 1983 року отримав запрошення до збірної країни. Провів у її складі лише 20 хвилин у товариському матчі проти збірної ФРН, де був замінений через травму, отриману у зіткненні з майбутньою зіркою німецького футболу Руді Феллером.

## Тренерська кар'єра
Завершивши у 30 років ігрову кар'єру, вступив до вищої тренерської школи. Першою командою молодого тренера став «Колос» (Нікополь), що грав у другій лізі союзної першості. Згодом були першолігова «Таврія» та ще один представник другої ліги — херсонський «Кристал».
1991 року приєднався до тренерського штабу дніпропетровського «Дніпра», а перед початком першого чемпіонату незалежної України у 1992 році очолив команду. Укомплектована значною мірою з молодих гравців, учорашніх дублерів, команда здобула за результатами цього сезону бронзові нагороди, обігравши у матчі за третє місце донецький «Шахтар». Наступного сезону Павлов привів «Дніпро» до срібних нагород чемпіонату, команда поступилася першим місцем київському «Динамо» лише за різницею забитих та пропущених голів. Під час керівництва «Дніпром» також залучався до тренерського штабу збірної України, виконував обов'язки головного тренера національної команди в трьох матчах у 1992 та 1994 роках.
1994 року через конфлікт з керівництвом клубу залишив «Дніпро» і переїхав до Києва, де став начальником команди «Динамо». Наприкінці очолював київську команду як головний тренер, привівши її до чергового чемпіонського звання.
1996 року очолив новачка вищої ліги — маріупольський «Металург», який під керівництвом Павлова швидко закріпив за собою місце у верхній частині турнірної таблиці національної першості, а в сезоні 2000—2001 досяг найкращого за всю історію команди 4-го місця в чемпіонаті. Залишив маріупольську команду, яка на той час змінила назву на «Іллічівець», у 2004 році, після скандалу, пов'язаного з публічними нецензурними висловами на адресу арбітра Віталія Годуляна, який призвів до річної дискваліфікації тренера.
Після кількарічного відпочинку повернувся до великого футболу у 2007 році, очоливши полтавську «Ворсклу». Під керівництвом Павлова команда здобула свій перший (в незалежній Україні) та допоки єдиний трофей — Кубок України в сезоні 2008—2009, здолавши у фінальному матчі донецький «Шахтар». Також при ньому клуб вперше вийшов у груповий етап ліги Європи в сезоні 2011—2012.
З сезону 2012–2013 знову став головним тренером маріупольського «Іллічівця». Але формально залишився головним тренером «Ворскли», адже не розірвав діючий контракт з клубом і тому всю першу половину сезону провів не на лаві запасних «Іллічівця», а на трибунах. За підсумками сезону 2014—2015 команда покинула прем'єр-лігу і Павлов завершив роботу з нею.
Офіційно завершив кар'єру футбольного тренера 2 лютого 2017 року.
20 травня 2018 року в рамках святкування чергової річниці від часу заснування Всеукраїнського об'єднання тренерів відбулася презентація книги М. П. Павлова «Нема нічого кращого від правди», написаної у співавторстві з українськими журналістами Артуром Валерком та Анатолієм Янголем.

## Досягнення

### Як гравця
- Чемпіон СРСР: 1983 (у складі «Дніпра»).
- Бронзовий призер чемпіонату СРСР: 1984 (у складі «Дніпра»).

### Як тренера
- Чемпіон України: 1994–1995 (з «Динамо»).
- Срібний призер чемпіонату України: 1992–1993 (з «Дніпром»).
- Бронзовий призер чемпіонату України: 1992 (з «Дніпром»).
- Володар Кубка України: 2008–2009 (з «Ворсклою»).

### Особисті
- Нагороджений орденом «За заслуги» ІІІ ступеня (2009)[7]
- Почесний громадянин Полтави[8]